# Кольонія-Уязд
Кольонія-Уязд (пол. Kolonia Ujazd) — село в Польщі, у гміні Уязд Томашовського повіту Лодзинського воєводства.
У 1975-1998 роках село належало до Пйотрковського воєводства.